# Муниципальные выборы в Сирии (2011)
Муниципальные выборы в Сирии прошли 22 декабря 2011 года.

## Контекст
11 декабря во время столкновений между правительственными войсками и демонстрантами погибло 18 человек в Сирии. Оппозиция, требующая отставки президента страны Башара Асада, призвала к всеобщей забастовке. По данным НАТО, за 9 месяцев с начала гражданской войны погибло более 4 тысяч человек, в том числе 307 детей.

## Голосование
43 тысячи кандидатов претендовали на 17629 мест в местных советах в 1355 административных единицах. Для того, чтобы предотвратить нарушения на выборах, были разработаны специальные невидимые чернила. Однако, большинство сирийцев не приняли участие в голосовании, так как одни поддержали призыв оппозиции к бойкоту выборов, а другие просто боялись выходить из дома.

## Результат
Большинство мест получили сторонники НПФ.